# Miguel Brugueras
Miguel Brugueras del Valle. (La Habana, 1939? - id. 19 de agosto de 2006). Político y diplomático cubano.
Fue uno de los fundadores del Partido Comunista de Cuba y activo integrante de los movimientos revolucionarios de finales de la década de los 1950. Ocupó diversos puestos de responsabilidad bajo el mandato de Fidel Castro, entre los que destacaron ser Viceministro de Exteriores y de Turismo y embajador en distintos países como Líbano, Panamá y Argentina. Dirigió la agencia cubana de notícias Prensa Latina.